# Anolis tetarii
Anolis tetarii är en ödleart som beskrevs av  Barros WILLIAMS och VILORIA 1996. Anolis tetarii ingår i släktet anolisar, och familjen Polychrotidae. Inga underarter finns listade i Catalogue of Life.